# Operação Otto
Operação Otto (também conhecida como Plano Otto) foi o nome do código para dois planos independentes da Alemanha nazista. O plano de 1938 era ocupar a Áustria; o segundo previa um ataque à União Soviética e foi desenvolvido em 1940.

## Os dois planos
A Operação Otto original era o plano de ocupar a Áustria durante o Anschluss em 1938. Foi nomeado o príncipe herdeiro da Áustria-Hungria na época, Otto von Habsburg.
O Alto Comando do Exército Alemão (OKH) também usou a Operação Otto como o nome do código em julho de 1940 para seu plano original para a invasão da União Soviética. O plano foi posteriormente renomeado Operação Barbarossa em dezembro de 1940. Os alemães estimaram 240 divisões soviéticas destruídas, com apenas 60 restantes intactas. Com uma margem de vitória tão esmagadora, o plano não foi concluído, sob o pressuposto de que a União Soviética nunca poderia se recuperar. Durante a Operação Barbarossa, os alemães, na realidade, destruíram 248 divisões, mas devido à mobilização soviética, havia mais 220 divisões restantes, muito mais do que as 60 esperadas. Hitler, assediado pelo destino de Napoleão (que tinha tomado Moscou, mas não conseguiu destruir o exército russo), alterou o plano ao colocar menos ênfase na captura de Moscou e mais na destruição do Exército Vermelho.